# Máire Geoghegan-Quinn
Máire Geoghegan-Quinn (née le 5 septembre 1950 à Carna, dans le comté de Galway) est une femme politique irlandaise, membre de la commission Barroso II chargée de la recherche, des sciences et de la recherche de 2010 à 2014.

## Biographie
Ayant effectué ses études à Coláiste Muire, Tourmakeady, dans le comté de Mayo puis au Carysfort College de Blackrock, elle en sort institutrice. Elle se marie à John Quinn, dont elle a deux enfants. En 1996, elle écrit The Green Diamond (« Le Diamant vert »), un roman sur une femme qui partage une maison à Dublin dans les années 1960. Elle est la fille de Johnny Geoghegan, un député du Fianna Fáil pour la circonscription de Galway West de 1954 jusqu'à sa mort en 1975. Elle remporte l'élection partielle pour lui succéder.
En 1979, nommée ministre des Gaeltacht, elle devient la première femme depuis Constance Markievicz en 1922 à siéger au gouvernement. Elle occupe par la suite d'autres fonctions ministérielles : ministre du Tourisme, des Transports et des Communications (1992-1993), ministre de la Justice (1993-1994) puis ministre de l'Égalité et de la Réforme de la loi (1994).
Entre 2010 et 2014, elle est commissaire européenne à la recherche, à l'innovation et à la science dans la commission Barroso II.
Elle vit au Luxembourg.